# Medeltida befästningsteknik

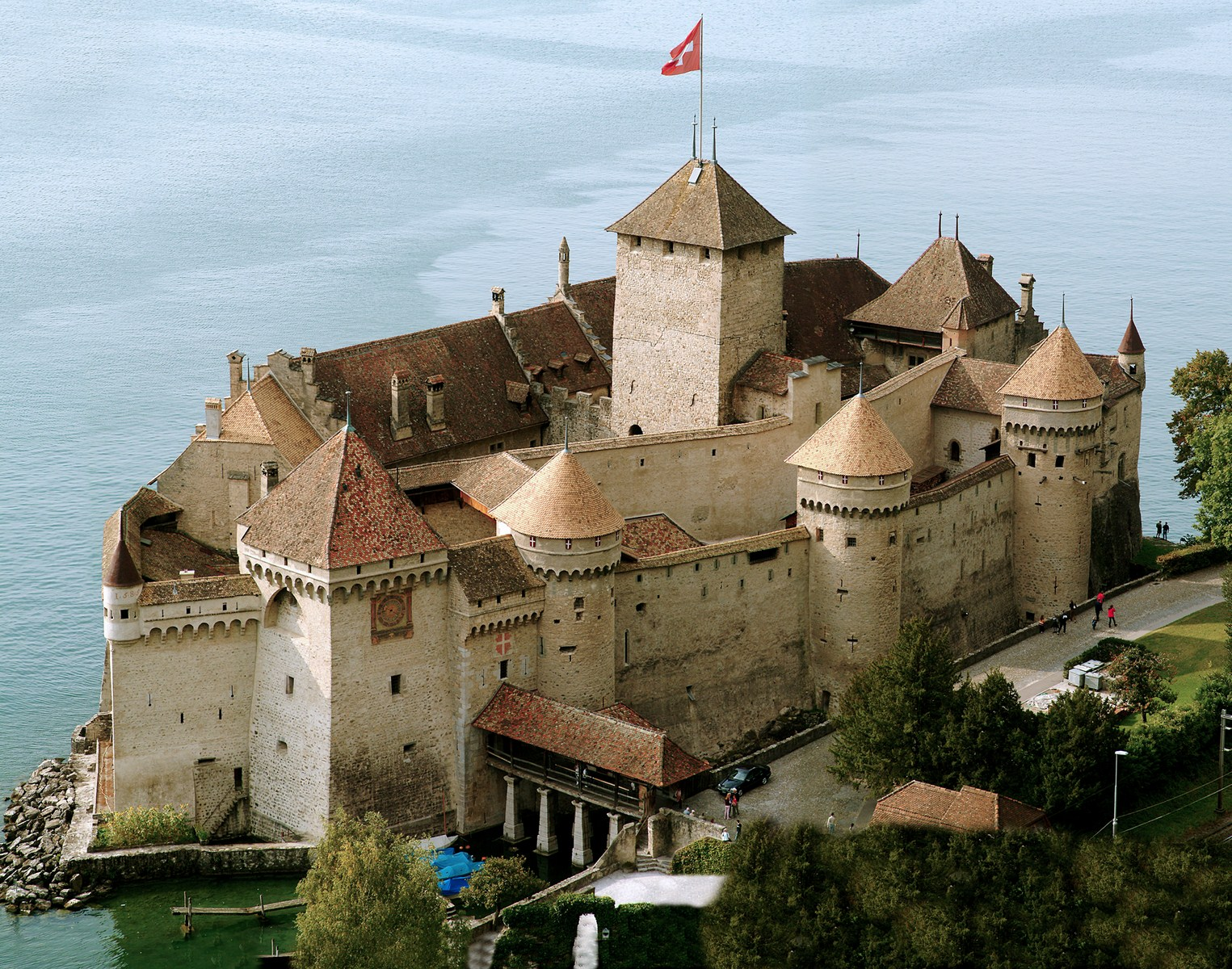
Château de Chillon i Schweiz.

Medeltida befästningsteknik är ett samlingsbegrepp för den medeltida teknik som berör utvecklingen av fortifikationsteknik och dess användning i Europa under tiden från det Västromerska rikets fall till renässansen. Under detta årtusende kom fortifikationskonsten att förändra krigföringen i grunden och anpassades till ny militär taktik och teknik.